# Rauanjärvi
Rauanjärvi eller Rauvanjärvi är en sjö i Finland. Den ligger i kommunen Joensuu i landskapet Norra Karelen, i den sydöstra delen av landet, 400 km nordost om huvudstaden Helsingfors. Rauanjärvi ligger 102,2 meter över havet. Den ligger vid sjön Kannusjärvi. I omgivningarna runt Rauanjärvi växer i huvudsak barrskog. Den är 9,8 meter djup. Arean är 2,07 kvadratkilometer och strandlinjen är 18,72 kilometer lång. Sjön  ingår i Vuoksens huvudavrinningsområde. 